# Miridiba hirsuta
Miridiba hirsuta är en skalbaggsart som beskrevs av Takashi Itoh 2001. Miridiba hirsuta ingår i släktet Miridiba och familjen Melolonthidae. Inga underarter finns listade i Catalogue of Life.